# Mick LaSalle
Mick LaSalle (7 de maio de 1959) é um crítico de cinema e autor americano. Até março de 2008, havia escrito mais de 1550 comentários para o San Francisco Chronicle'.

## Vida pessoal
LaSalle é casado com a dramaturga Amy Freed.